# ماوريسيو روميرو
ماوريسيو روميرو (بالإسبانية: Mauricio Romero)‏ هو لاعب كرة قدم مكسيكي في مركز الهجوم، ولد في 2 فبراير 1983 في ليون في المكسيك. لعب مع تيغريس أونال ونادي تشياباس.